# Grüne Kirche

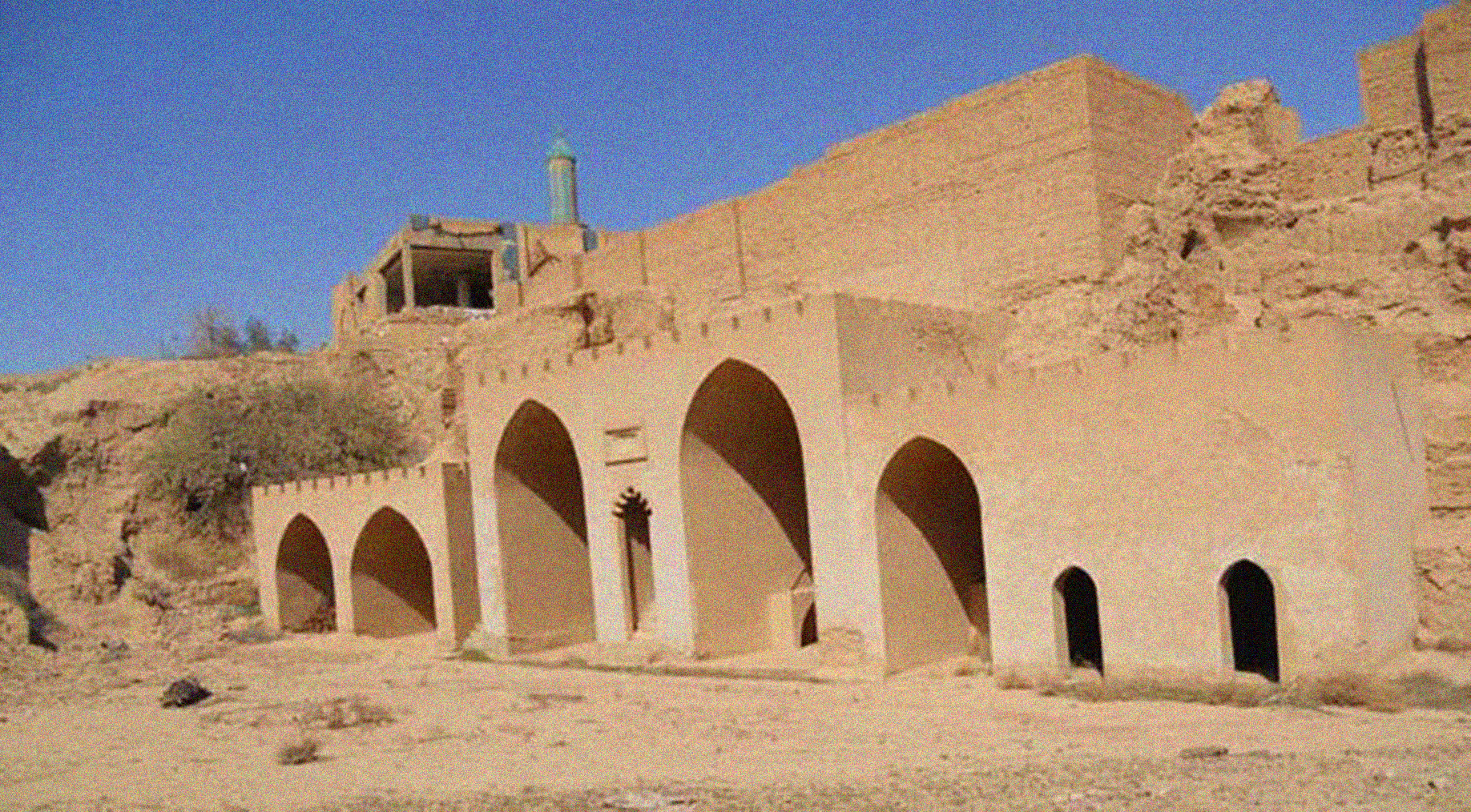
Die S.-Ahoademmeh-Kirche 2005

Die St.-Ahoademmeh-Kirche (arabisch كنيسة مار احودامه), bekannt als Grüne Kirche (الكنيسة الخضراء), war eine syrisch-orthodoxe Kirche aus dem 7. Jahrhundert in Tikrit (Tagrit), die 2014 vom Islamischen Staat (IS) zerstört wurde. Sie war eines der ältesten syrisch-christlichen Kirchengebäude der Welt.

## Geschichte
Die St.-Ahoademmeh-Kirche wurde im Jahre 700 nach Christus von Denha II., dem syrisch-orthodoxen Maphrian des Ostens, vollendet und in Erinnerung an den Metropoliten des Ostens aus dem 6. Jahrhundert Ahudemmeh benannt. Er war der erste syrisch-orthodoxe Bischof von Tikrit und wurde vom persischen König Chosrau I. getötet. Metropolit Denha wurde im Friedhof der Kirche begraben.
1089 wurde die Kirche geplündert und zerstört, so dass Maphrian Johannes Sleeba in das Mor-Mattai-Kloster umziehen musste. 1112 wurde die Kirche wiederaufgebaut und den Assyrern zurückgegeben. Während der Mongoleneinfälle 1258 suchte die assyrische Kirchengemeinde hier Zuflucht, jedoch wurde die Kirche erneut zerstört und die Assyrer massakriert. Das Maphrianat zog endgültig in das Mor-Mattai-Kloster um.
In den 1990er Jahren finanzierte der irakische Präsident Saddam Hussein die Wiedererrichtung der Kirche. Bei der Restaurierung wurden mehrere Gräber, Zepter und Siegel entdeckt. Sie wurde am 25. September 2014 vom Islamischen Staat zerstört.